# 国是
国是，中文詞，專指国家重大的政策方针。

## 典故
这个名称首见于《新序・杂事二》中“共定国是”一词：
|  | 楚庄王问于孙叔敖曰：“寡人未得所以为国是也。”孙叔敖曰：“国之有是，众非之所恶也。臣恐王之不能定也。”王曰：“不定独在君乎？亦在臣乎？”孙叔敖曰：“国君骄士曰：‘士非我无逌富贵。’士骄君曰：‘国非士无逌安强。’人君或失国而不悟，士或至饥寒而不进，君臣不合，国是无逌定矣。夏桀、殷纣，不定国是，而以合其取舍者为是，以不合其取舍者为非，故致亡而不知。”庄王曰：“善哉！愿相国与诸侯士大夫共定国是，寡人岂敢以褊国骄士民哉！” |

国是这一概念到了宋代成为一个法度化的观念，成为权力结构中一个重要组成部分。“国是”的选定与执行起源于北宋熙宁变法，到南宋末期。“国是”始终与党争、党禁、伪学等重大政治事件互相纠缠。选择什么样的国是，就立什么样的法，并驱逐反对该法的士人官员，以便国是可以执行。在斗争激烈时，国是往往也成为打击异己、获取权力的工具，如章惇、蔡京等时。宋神宗时之所以要与士大夫或宰执共定国是，一个很重要的背景是宋仁宗时士大夫之异议、谏诤往往令仁宗的政令朝令夕改。

## 應用
- 中華人民共和國於每年兩會期間以「國是」加上當年年份作為電視轉播與談話節目標題。[2]
- 退守臺灣後的中華民國，自李登輝擔任總統起不定期召開國是會議，以議定重大國家政策之方針，為非法定之任務型機構。